# E840号線
E840号線 (E840ごうせん、英: European route E840) は、欧州自動車道路のBクラス幹線道路。全線がイタリアにあり、サッサリ – チヴィタヴェッキアを結ぶ。

## 経路
オルビア – チヴィタヴェッキア間にはティレニア海がある。

### 経過する主要都市
- イタリア
  - E25号線 – サッサリ
  - オルビア
  - E80号線 – チヴィタヴェッキア